# Les Anges de Satan
Pour plus de détails, voir Fiche technique et Distribution.
Les Anges de Satan (ملائكة الشيطان) est un film marocain d'Ahmed Boulane, librement inspiré d'un fait divers qui secoua l'opinion publique marocaine durant plusieurs mois : l'affaire des satanistes rockers marocains.

## Synopsis
Casablanca, 2003. Un groupe de jeunes Metalleux passent leur temps entre musique heavy-metal, drogues et drague. Un jour, ils sont arrêtés par la police. Motif : Satanisme et ébranlement à la foi musulmane.
Débute pour eux un cauchemar et un procès kafkaïen, où les pièces à conviction sont entre autres un t-shirt "Kiss My Ass", des CD audio de Heavy-Metal et un crâne en plastique.

## Fiche Technique
- titre original : Les Anges de Satan ملائكة الشيطان
- Titre en français : Les Anges de Satan.
- Réalisation : Ahmed Boulane.
- Scénario : Ahmed Boulane.
- Décors : Mjid Boulane
- Directeur de la photographie : Serge Hannecart.
- Montage : Arbi Ben Ali.
- Musique : Joel Pellegrini, Mathilde Gelin (Interprète),Groupe Metal ANACONDA (Tarik BAADIDI, TARIK LJOUAD, GHASSAN CHANFARI,CHAWKI AMMAR, OMAR RAHALI)
- Directeur artistique : Dana Schondelmeyer.
- Production : Ahmed Boulane (Boulane O'Byrne Production), Sarim Fassi-Fihri (Cinedina), 2M et Rives Productions (Néjib Ayed)[1].
- Format : Super 35mm (2,35:1) - Dolby SRD
- Genre : drame
- Date de sortie : 7 mars 2007 (Maroc)

## Distribution
- Mansour Badri : Hakim
- Younes Megri : le père de Momo
- Driss Roukhe : Kader
- Amal Ayouch : Avocate
- Rafik Boubker : Said
- Amal Chabli : Meriam
- Salah Dizane : Officier de police
- Ahmed El Maanouni : Le Wali
- الهاشمي بنعمرو El Hachmi BenAmar : Avocat
- Habib Hamdane : Avocat islamiste
- Youssef Britel : Hicham
- Youssef Chakiri, Mohamed Nimi, Mohamed Amine Abdelmoumni et Sifeddine Sabra : rôles de jeunes musiciens[2]

## Distinctions
- Prix du Jury 2007[3], mention spéciale 2008[4], Festival de cinéma d'Avanca, Portugal
- Prix de la Meilleure Musique Festival National du Film Tanger 2007.

## Autour du film
Le tournage du film fut parsemé d'embûches :
- Au Maroc l'équipe fut autorisée à tourner pendant 2 jours à la prison d'Oukacha. Au deuxième jour de tournage, l'autorisation fut annulée, et l'équipe dut tourner les scènes manquantes dans le collège de Moulay Slimane.
- La production ne reçut jamais l'autorisation de filmer dans un tribunal ni dans aucun  « temple de la justice » (sic), alors que cette même autorisation avait été octroyée à plusieurs films, dont Syriana de Stephen Gaghan et Kundun de Martin Scorsese. Les scènes du tribunal furent tournées dans une église.

### Affaire judiciaire
Les Anges de Satan est inspiré d'un fait divers réel qui secoua l'opinion publique marocaine en 2003. 14 musiciens adeptes de hard-rock furent accusés de « satanisme », d' « actes pouvant ébranler la foi des musulmans », de « mépris de la religion musulmane », de « détention d'objets contraires aux bonnes mœurs » et d'homosexualité, lors d'un procès abracadabrant où la société marocaine conservatrice de l'après Hassan II a condamné les goûts musicaux des jeunes, alors qu'auparavant, au plus fort des années de plomb, les gens étaient condamnés pour leurs idées politiques.